# Bradley, Maine
Bradley är en kommun i Penobscot County i delstaten Maine, USA.